# Kobaltin
Kobaltin (Beudant, 1832), chemický vzorec CoAsS, je kosočtverečný minerál. Název pochází z němčiny: kobold – škodící podzemní skřítek nebo goblin. Narážka na to, že kobaltové rudy se špatně taví, jsou „uhranuté“.

## Původ
Kontaktně metasomatický vysokoteplotní minerál (kontaktní skarny). Také hydrotermálního původu v některých typech žil.

## Morfologie
Krystaly nejčastěji pseudokubické, dále oktaedry, hexaedry, pentagon-dodekaedry. Vyskytuje se též kusový nebo v zrnitých či celistvých agregátech. Dvojčatění podle {111}, {011}.

## Vlastnosti
- Fyzikální vlastnosti: Tvrdost 5,5, křehký, hustota 6,33 g/cm³, štěpnost dokonalá podle {100}, {010}, {001}, lom nerovný.
- Optické vlastnosti: Barva: stříbrobílá s narůžovělým odstínem, černá. Lesk kovový, průhlednost: opakní, vryp šedočerný.
- Chemické vlastnosti: Složení: Co 35,52 %, As 45,16 %, S 19,33 %. Rozpustný v horké HNO3. Dobře vede elektrický proud. Po vyžíhání v dmuchavce magnetický.

## Podobné minerály
- linnéit, ullmannit

## Parageneze
- chalkopyrit, pyrhotin, arzenopyrit

## Využití
Důležitá ruda kobaltu. Dokonale vyvinuté krystaly jsou velice ceněné mezi sběrateli.

## Naleziště
Řídký výskyt.
- Česko – Zálesí, Tisová u Kraslic, Jáchymov
- Slovensko – Hnúšťa, Dobšiná, Rudňany
- Německo – Wittichen, Annaberg, Schneeberg
- Švédsko – Boligen, Varuträsk
- Rusko
- Kanada
- a další.